# Coscodaca acharista
Coscodaca acharista är en fjärilsart som beskrevs av Reginald James West 1932.
Coscodaca acharista ingår i släktet Coscodaca och familjen tandspinnare. Inga underarter finns listade i Catalogue of Life.